# Volksfeest Winterswijk
Het Volksfeest Winterswijk vindt sinds 1880 elk jaar in het laatste weekend van augustus plaats. Het feest in de Nederlandse plaats Winterswijk (provincie Gelderland) bestaat uit kermis, bloemencorso, volks- en kinderspelen. Het feest wordt georganiseerd door de Vereeniging Volksfeest Winterswijk. Sinds 19 december 2013 is het Volksfeest Winterswijk opgenomen in de Nationale Inventaris Immaterieel Cultureel Erfgoed van het Nederlands Centrum voor Volkscultuur en Immaterieel Erfgoed.
Het volksfeest duurt van de donderdagavond voorafgaand aan het corso tot en met zondag. Donderdagavond begint het volksfeest met een gevarieerd concert door muziekvereniging Excelsior of de KWOV in samenwerking met andere artiesten in een grote feesttent op de Markt. Op vrijdag en zaterdag zijn er in de tent op de Markt en op andere plekken in het centrum diverse optredens.
Het bloemencorso vindt plaats op vrijdag- en zaterdagochtend. Hieraan doen jaarlijks bijna 50 praalwagens, kleinere voertuigen en zelfs versierde fietsen aan mee. Op de corsowagens worden ruim 1,5 miljoen dahlia's verwerkt. De zes plaatselijke muziekverenigingen luisteren het corso beide dagen op. Op zaterdag lopen er ook twee gastkorpsen mee in de optocht.
Voorafgaand aan het corso worden 's ochtends de vaandels van het Volksfeest opgehaald bij de president van de Vereeniging Volksfeest. Vooraan in de optocht bevindt zich een koets met daarin de burgemeester en het dagelijks bestuur van de vereniging (in jacket met blauwe sjerp). Leden van de muziekcommissie van de vereniging lopen voor elk muziekkorps mee in de optocht, gekleed in jacket met hoge hoed. Op vrijdag worden de wagens door een jury en door het publiek beoordeeld. De wagens zijn na de optocht op zaterdag en zondag nog te bezichtigen bij de Tricotfabriek. Traditioneel is ook het afmelden van de muziekkorpsen in de feesttent.
Verder zijn er activiteiten als kinderspelen, een kinderbal en vogelschieten. Bij het keizerschieten door de schutterskoningen van de buurtschappen wordt bepaald wie zich een jaar lang keizer van Winterswijk mag noemen.
Op zondagmiddag wordt het volksfeest afgesloten met Frühschoppen in de feesttent.
Het corso trekt jaarlijks meer dan tienduizend bezoekers. Behalve Winterswijkers en oud inwoners van Winterswijk trekt het bezoekers uit de verre omtrek. Het volksfeest wordt gefinancierd door sponsoring, collectes en contributie van leden.

## Geschiedenis
Kermis vindt in Winterswijk sinds 1543 plaats. Naar aanleiding van een aantal excessen door drankmisbruik werd in 1875 door het College van burgemeester en wethouders van de gemeente Winterswijk de jaarlijkse kermis afgeschaft. Vanuit de inwoners kwam er toen een initiatief voor een nieuw feest, een “Volksfeest”. Dit eerste volksfeest werd gehouden op 25 september 1876. Het bestond uit volksspelen, vuurwerk, luchtballonnen, een poppenkast, en twee toneelvoorstellingen.. Vanaf 1880 wordt het feest jaarlijks gehouden. Alleen in de Eerste- en Tweede Wereldoorlog is er geen feest geweest.
In december 1888 werd de "Vereeniging Volksfeest Winterswijk" opgericht. Vanaf 1895 vindt er een gekostumeerde optocht plaats. In 1897 wordt voor de eerste maal een bloemencorso gehouden. Vanaf 1906 is er elk jaar een bloemencorso. In de optocht hadden de grotere wagens aanvankelijk paardentractie. Later werden deze vervangen door tractoren. In de loop der jaren werden de wagens steeds complexer. De voorstellingen worden steeds gedetailleerder, ze worden groter en er worden bewegende delen toegepast. Er wordt relatief veel papier-maché gebruikt waarmee fraaie vormen gemaakt kunnen worden. De grote wagens worden tegenwoordig vaak onzichtbaar voortbewogen, o.a. door menskracht of door een onder de wagen verborgen aandrijving.
Van oudsher worden er ook activiteiten met paarden, zoals ringsteken te paard en een paardenmarkt georganiseerd. Deze zijn in 1988 verplaatst naar Koninginnedag en vinden nu op Koningsdag plaats.
In 1898, het kroningsjaar van prinses Wilhelmina heeft de Vereeniging Volksfeest een eigen  feestgebouw gerealiseerd, waarin de feestelijkheden plaatsvonden. Het gebouw werd vernield door een windhoos op 27 maart 1966. Het is daarna vervangen door een nieuwe schouwburg, "Theater de Storm".
Jarenlang vonden veel activiteiten van het Volksfeest plaats in theater "de Storm". De kermis bevond zich op de parkeerplaats van het theater en de kinderspelen waren op de Markt. Sinds 2009 vindt het feest plaats in en rondom de grote feesttent op de Markt. De overige evenementen en de kermis zijn ook verplaatst naar het centrum van Winterswijk.